# Frente de Libertação Nacional (Grécia)
A Frente de Libertação Nacional (em grego:  Εθνικό Απελευθερωτικό Μέτωπο, Ethnikó Apeleftherotikó Métopo (EAM) foi uma aliança de vários partidos políticos e organizações que lutaram para libertar a Grécia da ocupação do Eixo. Foi o principal movimento da Resistência Grega durante a ocupação da Grécia. A sua principal força motriz foi o Partido Comunista da Grécia (KKE), mas os seus membros durante a ocupação incluíram vários outros grupos de esquerda e republicanos. ΕΑΜ tornou-se o primeiro verdadeiro movimento social de massa na história da Grécia moderna. A sua ala militar, o Exército de Libertação do Povo Grego (ELAS), tornou-se rapidamente na maior força de guerrilha armada do país e na única com presença a nível nacional. Ao mesmo tempo, a partir do final de 1943, a inimizade política entre a ΕΑΜ e grupos de resistência rivais do centro e da direita evoluiu para uma guerra civil virtual, enquanto a sua relação com os britânicos e o governo grego apoiado pelos britânicos no exílio foi caracterizada por mútua desconfiança, levando a EAM a estabelecer o seu próprio governo, o Comitê Político de Libertação Nacional, nas áreas que tinha libertado na Primavera de 1944. As tensões foram resolvidas provisoriamente na Conferência do Líbano em maio de 1944, quando a EAM concordou em entrar no governo grego no exílio sob Geórgios Papandréu. A organização atingiu o seu auge após a libertação no final de 1944, quando controlava a maior parte do país, antes de sofrer uma derrota militar catastrófica contra os britânicos e as forças governamentais nos confrontos Dekemvriana. Isto marcou o início do seu declínio gradual, o desarmamento da ELAS e a perseguição aberta dos seus membros durante o "Terror Branco", levando eventualmente à eclosão da Guerra Civil Grega.

## Contexto
Durante o Regime de Metaxas, o Partido Comunista da Grécia (KKE) foi proibido e os seus membros perseguidos. A sua hierarquia e organização sofreram duros golpes das eficientes forças de segurança de Metaxas, e mais de 2.000 comunistas foram presos ou enviados para o exílio interno. O facto de muitos comunistas na Grécia terem sido torturados durante o regime de 4 de Agosto e de o partido ter sido fortemente infiltrado pela polícia secreta contribuiu muito para uma visão amarga e paranóica do mundo.  A maioria dos comunistas adquiriu uma mentalidade que via o poder como algo a ser conquistado e não a ser partilhado. 
Com a invasão e ocupação alemã do país em abril-maio de 1941, várias centenas de membros conseguiram escapar e fugir para a clandestinidade.  A sua primeira tarefa foi reformar o partido, juntamente com grupos subsidiários como a organização de bem-estar "Solidariedade Nacional" (Εθνική Αλληλεγγύη, EA) em 28 de maio. Após o ataque alemão à União Soviética em 22 de junho e a ruptura do Pacto Molotov-Ribbentrop, o recém-reconstituído Partido Comunista encontrou-se firmemente no campo antiEixo, uma linha confirmada pelo 6º Plenário do Partido durante 1 a 3 de julho. Os comunistas estavam empenhados numa táctica de “Frente Popular” e tentaram envolver outros partidos da esquerda e do centro, incluindo políticos estabelecidos antes da guerra. No entanto, os esforços revelaram-se em grande parte infrutíferos. Em 16 de julho, porém, foi criada a "Frente Nacional de Libertação dos Trabalhadores" (Εθνικό Εργατικό Απελευθερωτικό Μέτωπο, ΕΕΑΜ), reunindo as organizações sindicais do país. 

## Estabelecimento
No 7º Plenário do ΚΚΕ, o estabelecimento do ΕΑΜ foi decidido apesar da recusa dos principais políticos em participar. O ΕΑΜ foi fundado em 27 de setembro de 1941 por representantes de quatro partidos de esquerda: Lefteris Apostolou para o ΚΚΕ, Christos Chomenidis para o Partido Socialista da Grécia (SKE), Ilías Tsirimókos para a União da Democracia Popular (ELD) e Apostolos Vogiatzis para o Partido Agrícola da Grécia (ΑΚΕ). A carta de ΕΑΜ apelava à "libertação da Nação do jugo estrangeiro" e à "garantia do direito soberano do povo grego de determinar a sua forma de governo". Ao mesmo tempo, enquanto a porta foi deixada aberta à cooperação com outros partidos, o ΚΚΕ, com a sua grande dimensão relativamente aos seus parceiros, assumiu uma posição claramente dominante dentro do novo movimento. Além disso, a estrutura bem organizada do ΚΚΕ e a sua experiência com as condições e necessidades da luta clandestina foram cruciais para o sucesso do ΕΑΜ. Georgios Siantos foi nomeado líder interino, uma vez que Nikolaos Zachariadis, o líder adequado do ΚΚΕ, estava internado no campo de concentração de Dachau. Siantos, com seus modos afáveis e modestos, era muito mais popular na festa do que Zachariadis. 
Em muitos aspectos, a EAM foi uma continuação da Frente Popular que o KKE tentou criar em 1936, mas teve muito mais sucesso.  Em 1941, as condições de pobreza extrema devido à exploração económica pela ocupação do Eixo, mais notavelmente a Grande Fome de 1941-42, juntamente com a experiência da derrota em Abril de 1941, tornaram muitos gregos receptivos à mensagem da EAM.  Antes do Regime de 4 de Agosto ser estabelecido em 1936, a política grega era caracterizada por um sistema "clientelista" sob o qual um político, que geralmente pertencia a uma família abastada, montava uma máquina de clientelismo que entregava bens e serviços no seu país. cavalgando em troca dos votos da população local.  Sob o sistema clientelista na Grécia, as questões de ideologia ou mesmo de popularidade eram muitas vezes irrelevantes, pois tudo o que importava era a capacidade de um político recompensar os homens que votaram nele.  O sistema clientelista tornou a política na Grécia um assunto transacional e personalizado e, como resultado, a maioria dos partidos políticos gregos estavam fracamente organizados.  Os homens gregos geralmente votavam mais no homem que era mais capaz de recompensar os seus eleitores do que num partido. Os políticos gregos guardaram zelosamente o controlo das suas máquinas de clientelismo e resistiram vigorosamente aos esforços para criar partidos políticos melhor organizados como uma ameaça ao seu próprio poder.  Mais notavelmente, a tentativa de Eleftherios Venizelos na década de 1920 de dar mais estrutura ao Partido Liberal foi derrotada por vários grandes liberais como uma ameaça ao sistema clientelista.  Ao contrário dos partidos gregos tradicionais, que eram coligações frouxas de vários políticos, o Partido Comunista Grego era um partido bem organizado, concebido para uma luta clandestina e muito mais adequado para o trabalho de resistência.  Começando sob o regime de 4 de Agosto e ainda mais sob a Tríplice ocupação, o sistema clientelista ruiu, pois nenhum dos políticos tinha o poder de alterar as políticas levadas a cabo pelos Búlgaros, Italianos e Alemães. Grande parte do apelo da EAM centrava-se no facto de argumentar que o povo deveria mobilizar-se e organizar-se para lidar com a ocupação desastrosa, em vez de esperar passivamente que um dos políticos tradicionais pudesse conseguir algum acordo com os alemães para melhorar as condições de vida.  O historiador britânico David Close escreveu: "O EAM tornou-se um partido único na história grega por conseguir apoio de massa enquanto os seus líderes permaneciam obscuros". 

## Expansão e preparação para a luta armada

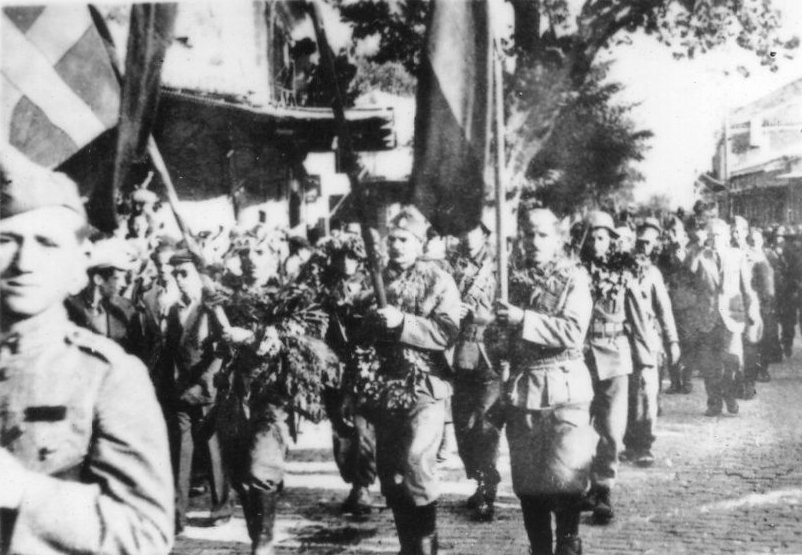
Guerrilhas da EAM/ELAS

Em 10 de Outubro, a ΕΑΜ publicou o seu manifesto e anunciou-se a si mesma e aos seus objectivos ao povo grego. Durante o Outono de 1941, a sua influência expandiu-se por toda a Grécia, quer através de células comunistas preexistentes, quer através de acções espontâneas de "comités populares" locais.  A Grande Fome radicalizou a opinião grega. Uma mulher de Atenas que se juntou à EAM recordou mais tarde numa entrevista:
"O primeiro objetivo que a EAM traçou foi a luta pela vida. Contra a fome. A primeira canção que se ouviu foi (começa a cantar) 'Pela vida e pela liberdade, pão para o nosso povo! Os velhos, mulheres, homens e crianças, pela nosso amado país. Esse foi o primeiro hino da EAM que foi ouvido pela cidade. Foi cantado ao som de uma velha canção da ilha e dizia: 'Irmãos e irmãs, nós que enfrentamos a fome e a escravidão; lutaremos com todo o nosso coração e com a nossa força. ; pela vida e pela liberdade, para que o nosso povo tenha pão.' Essa foi a nossa primeira música."
Cerca de 300.000 gregos morreram de fome durante a Grande Fome e, sendo o grupo de resistência mais bem organizado, a EAM atraiu muito apoio.  Além disso, a experiência de ser ocupada pela Itália fascista, uma nação que a Grécia derrotou em 1940-41, fez com que muitos se juntassem à EAM. Outro veterano da EAM relembrou em entrevista:
“A Resistência Grega foi uma das mais espontâneas, ou seja, não foi necessário que alguém nos dissesse, “junte-se a esta organização para combater os Alemães”, mas, por nós próprios, assim que vimos que os Alemães estavam a descer , vivemos um "choque" porque fomos os vencedores, e isso desempenhou um papel importante; ou seja, se os gregos na Albânia não tivessem vencido os italianos, poderíamos ter sido de outra forma. Mas, como nos sentimos tão orgulhosos de vencer, então... o sentimento nas almas dos jovens da Grécia e de outros, de todos, foi tão enorme por causa da vitória dos gregos nas montanhas do Épiro e na Albânia, onde empurraram os italianos saiu, abruptamente, e sem qualquer declaração de guerra, que veio depois, quando cruzaram a nossa fronteira; o entusiasmo dos gregos naquela época era tal que, e tão grande o heroísmo dos meninos que constantemente partiam para as montanhas albanesas para confrontar o inimigo que tão dissimuladamente tentou cruzar a fronteira.E em Atenas, cada vitória grega foi algo... muito triunfante. E de repente, nós, os vencedores, nos tornamos escravos de uma potência muito maior, os alemães... De repente, nos encontramos diante de um conquistador contra o qual já havíamos vencido, porque os alemães haviam trazido os italianos... isto é , ordens italianas nas paredes, kommandatoura, bloqueios... por exemplo, para ir de Filothei onde morávamos de ônibus (com os raros ônibus da época) os italianos faziam verificações. Numa parada, eles embarcavam no ônibus, procurando, gritando "Madonna"...e nós os desprezamos. Odiávamos os alemães, mas não podíamos acreditar que agora estávamos diante dos italianos desta forma”.
Outra razão para o apelo da EAM foi o desejo de um futuro melhor depois de todos os sofrimentos e humilhações do tempo de guerra, e o sentimento de que a Grécia do Regime de 4 de Agosto não era esse futuro.  A década de 1930 foi lembrada como a época da Grande Depressão e do regime opressivo de 4 de Agosto, e muitos gregos, especialmente os gregos mais jovens, não guardavam boas recordações dessa década. 
Seguindo a prática comunista, a ΕΑΜ teve o cuidado de estabelecer um sistema refinado para envolver e mobilizar a massa popular. Os comités ΕΑΜ foram assim estabelecidos numa base territorial e ocupacional, começando pelo nível local (aldeia ou bairro) e subindo, e foram criadas organizações subsidiárias: um movimento juvenil, a "Organização Pan-Helênica Unida da Juventude" (EPON), uma organização comercial sindicato, a "Frente de Libertação Nacional dos Trabalhadores" (ΕΕΑΜ), e uma organização de bem-estar social, "Solidariedade Nacional" (EA).  A ala militar do ΕΑΜ, o "Exército de Libertação do Povo Grego" (ELAS) foi formada em dezembro de 1942, e uma marinha rudimentar, a "Marinha de Libertação do Povo Grego" (ELAN), foi criada mais tarde, mas sua força e papel foram severamente limitados.

## Primeira Guerra Civil e "Governo da Montanha"

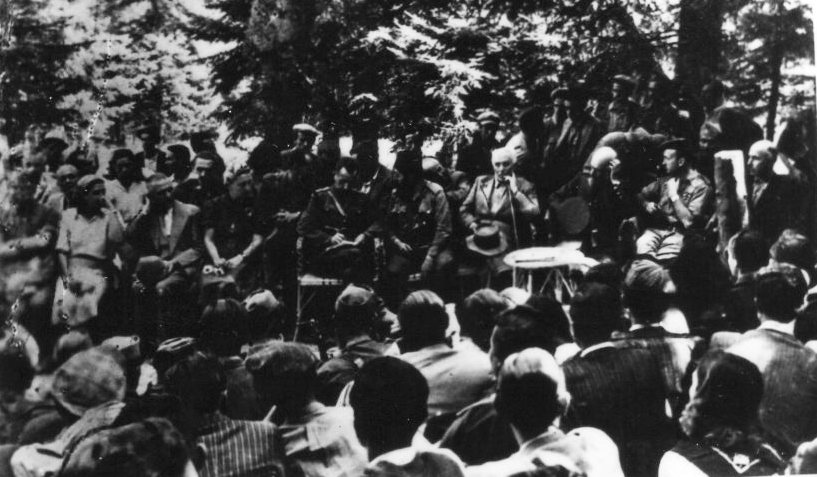
Conferência da EAM em Kastanitsa, Tessália

Um dos grandes sucessos da ΕΑΜ foi a mobilização contra os planos dos alemães e do governo colaboracionista de enviar os gregos para trabalhos forçados na Alemanha. O conhecimento público dos planos criou "uma espécie de atmosfera pré-insurrecional", que em fevereiro de 1943 levou a uma série crescente de greves em Atenas, culminando numa manifestação organizada pela ΕΑΜ em 5 de março, que forçou o governo colaboracionista a recuar. No caso, apenas 16.000 gregos foram para a Alemanha, representando 0,3% do total da força de trabalho estrangeira. 
A ELAS lutou contra as forças de ocupação alemãs, italianas e búlgaras, bem como, no final de 1943, contra organizações rivais anticomunistas, a Liga Nacional Republicana Grega (EDES) e a Libertação Nacional e Social (EKKA). Conseguiu destruir totalmente este último em abril de 1944.
A atividade do ΕΑΜ-ELAS resultou na libertação completa de uma grande área do montanhoso continente grego do controle do Eixo, onde em março de 1944, o ΕΑΜ estabeleceu um governo separado, o "Comitê Político de Libertação Nacional" (PEEA). O ΕΑΜ chegou a realizar eleições para o parlamento do PEEA, o “Conselho Nacional”, em abril; pela primeira vez na história eleitoral grega, as mulheres foram autorizadas a votar. Nas eleições, estima-se que votaram 1.000.000 de pessoas.
Nos territórios que controlava, ΕΑΜ implementou o seu próprio conceito político, conhecido como laokratia (λαοκρατία, "governo popular"), baseado na "autogestão, envolvimento de novas categorias (principalmente mulheres e jovens) e tribunais populares".  Ao mesmo tempo, os mecanismos da “ordem revolucionária” criada pela ΕΑΜ foram frequentemente utilizados para eliminar adversários políticos.  Dentro da "Grécia Livre", como era conhecida a área sob controle da EAM, o governo da EAM era amplamente popular, pois os conselhos eleitos que a EAM criou para governar as aldeias eram compostos por pessoas locais e eram responsáveis perante a população local.  Antes da ocupação, a Grécia era governada de uma forma muito centralizada, com prefeitos nomeados pelo governo de Atenas governando as aldeias e decisões sobre questões de interesse puramente local sendo tomadas em Atenas.  Uma reclamação recorrente antes da guerra era que o processo de tomada de decisão em Atenas era lento e indiferente à opinião local, enquanto o sistema de "conselhos populares" da EAM era considerado uma melhoria.  Da mesma forma, o sistema jurídico antes da guerra era amplamente considerado complicado e injusto, no sentido de que os agricultores pobres e analfabetos não podiam pagar um advogado nem compreender a lei, fazendo com que fossem vítimas daqueles que o faziam.  Mesmo para aqueles que podiam pagar advogados, os julgamentos foram realizados apenas nas capitais distritais, exigindo que os envolvidos fizessem viagens demoradas para testemunhar. O sistema de “tribunais populares” da EAM, que se reunia nas aldeias todos os fins-de-semana para ouvir casos, era muito popular porque os “tribunais populares” não necessitavam de advogados e as regras dos “tribunais populares” eram muito fáceis de compreender.  Os “tribunais populares” geralmente tomavam as suas decisões com bastante rapidez e tendiam a respeitar as regras informais da aldeia em vez de se preocuparem com as questões legais.  Os “tribunais populares” eram muito draconianos nas suas punições, com pessoas que roubavam ou matavam gado sendo executadas, por exemplo, mas a simplicidade e rapidez dos “tribunais populares”, juntamente com a conveniência dos julgamentos realizados localmente, foram consideradas compensadoras.  Tanto nos "tribunais populares" como nos "conselhos populares", a EAM não utilizou o Catarévussa, o grego formal que era a língua das elites, mas sim o demótico, o grego informal das massas. 
Na Grécia Livre, havia muitas diferenças de opinião sobre o tipo de sociedade que a EAM deveria estabelecer.  O Partido Comunista Grego, seguindo as ordens de Moscovo para estabelecer uma "Frente Popular" contra o fascismo, permitiu a outros partidos uma palavra a dizer no governo da "Grécia Livre", o que diluiu consideravelmente o seu programa marxista.  Além disso, a maioria dos comunistas gregos eram intelectuais de áreas urbanas que antes da guerra tinham prestado pouca atenção aos problemas da Grécia rural e, portanto, a maioria dos comunistas descobriu que as teorias do Partido não eram relevantes na "Grécia Livre" predominantemente rural.  Vários dos kapetans da ELAS, como Aris Velouchiotis e Márkos Vafiádis, ficaram frustrados com a forma como a liderança do Partido permaneceu focada na classe trabalhadora urbana como a "vanguarda da revolução", alegando que o Partido precisava de alargar o seu apelo nas áreas rurais.  Foi a pressão de Velouchiotis, que emergiu como o mais bem-sucedido dos líderes andarte, que forçou o Partido a começar a fazer um apelo à população rural em 1942.  O historiador britânico Mark Mazower escreveu que a EAM "estava longe de ser um monólito comunista", e houve um debate muito aceso dentro da EAM sobre como funcionaria uma "Democracia Popular".  Os kapetans que comandavam os bandos de andarte eram muitas vezes homens de mentalidade independente que nem sempre seguiam a linha do Partido. 
A EAM estabeleceu "Comitês Populares" para governar aldeias na "Grécia Livre" que deveriam ser eleitas por todas as pessoas com mais de 17 anos, embora na prática a EAM por vezes criasse "Comités Populares" sem eleições.  Grande parte do trabalho dos "Comités Populares" consistiu em mitigar os efeitos devastadores da Grande Fome de 1941-42 e em levar a cabo reformas sociais destinadas a garantir que todos receberiam alimentos.  Houve uma tensão constante entre as exigências da liderança nacional da EAM e os "Comités Populares" locais que muitas vezes resistiram às ordens de fornecer alimentos a outras aldeias na "Grécia Livre".  Como parte da sua mensagem de "Frente Popular", a EAM apelou ao nacionalismo grego, dizendo que todos os gregos deveriam unir-se sob a sua bandeira para lutar contra a ocupação. Como a EAM era o grupo de resistência mais empenhado no combate à ocupação, muitos oficiais do Exército grego juntaram-se à EAM.  Em 1944, cerca de 800 oficiais do Exército, juntamente com cerca de 1.000 oficiais das reservas pré-guerra, comandavam bandos andarte da ELAS.  Cerca de 50% dos homens que serviram como ELAS andartes eram veteranos da campanha albanesa de 1940-41, o "épico de 1940", quando a Grécia desafiou as expectativas do mundo ao derrotar a Itália, e deu como uma das razões para aderir à EAM um desejo defender a honra nacional grega continuando a luta. 
Um aspecto notável da EAM foi a ênfase na igualdade sexual, que atraiu muito apoio das mulheres gregas.  Antes da guerra, esperava-se que as mulheres gregas fossem altamente subservientes aos homens, sendo tratadas quase como escravas pelos seus pais e, após o casamento, pelos seus maridos.  Nas zonas rurais, três quartos das mulheres gregas eram analfabetas na década de 1930 e geralmente não eram autorizadas a sair sozinhas.  Um agente do Escritório Americano de Serviços Estratégicos servindo na Grécia rural durante a guerra relatou que as mulheres eram "consideradas pouco melhores que os animais e tratadas da mesma forma".  Uma vez que as mulheres não tinham o direito de votar ou ocupar cargos públicos na Grécia, o sistema clientelista levou os políticos gregos a ignorar quase totalmente as preocupações e interesses das mulheres gregas, e a EAM, como a primeira organização que levou a sério as preocupações femininas, conquistou um apoio feminino significativo.  Para justificar o envolvimento das mulheres na vida pública, a EAM argumentou que num período de emergência nacional era necessário que todos os gregos servissem na resistência.  A historiadora americana Janet Hart observou que todas as veteranas da EAM que ela entrevistou em 1990 deram a primeira razão para ingressar na EAM como "amor à pátria", observando que na Grécia o conceito de patriotismo está intimamente ligado ao conceito mais individualista de timi (autovalorização e honra). 
Em termos de relações de género, a EAM provocou uma revolução nas áreas sob o seu controlo, e muitas mulheres gregas recordaram ter servido na EAM como uma experiência fortalecedora.  A EAM diferia dos outros grupos de resistência ao envolver mulheres nas suas actividades e, por vezes, conceder-lhes cargos de autoridade, tais como nomear mulheres como juízas e deputadas.  Uma história popular era que Velouchiotis mandou retirar e fuzilar um andarte que era contra as mulheres que serviam na EAM; independentemente de esta história ser verdadeira ou não, ela era amplamente aceita, e o slogan dos membros da EAM era "respeite as mulheres ou morra!"  Um panfleto típico da EAM "A menina moderna e suas demandas" criticava a natureza patriarcal tradicional da sociedade grega e afirmava: "Na luta atual pela liberdade, a participação em massa da menina moderna é especialmente impressionante. Nas manifestações nas cidades, vemos ela como uma pioneira, uma lutadora, corajosa e que desafia a morte: primeiro na linha de batalha a camponesa defende seu pão, suas colheitas; mas nós a vemos até como uma andartissa, usando o cinto cruzado dos andartes, e lutando como uma tigresa".  Na peça de propaganda da EAM O Prodotis (O Traidor), de Yorgos Kotzioulos, o enredo diz respeito a um velho que vive numa aldeia chamada Barba Zikos e que discute com o seu filho Stavos sobre as reformas da EAM; o mais velho Zikos afirma que a igualdade para as mulheres destruirá a família grega tradicional, enquanto o seu filho afirma que a igualdade sexual tornará a família grega mais forte. 

Uma mulher membra da EAM relembrou mais tarde, numa entrevista, quando era uma mulher idosa na década de 1990: "nós, mulheres, estávamos, socialmente, numa posição melhor, num nível mais elevado do que agora... A nossa organização e o nosso próprio governo... deram tantos direitos às mulheres que só muito mais tarde, décadas depois, nos foram concedidos."  Outra mulher membro da EAM relembrou:
“Eu não podia ir a lugar nenhum sem que meus pais soubessem para onde eu estava indo, com quem eu estava indo, quando voltaria. Nunca fui a lugar nenhum sozinho. Isto é, até que veio a ocupação e eu me juntei à resistência. entretanto, porque estávamos bem no meio do inimigo, tínhamos uma imprensa clandestina, lá em casa...Era muito perigoso [mas meus pais] tinham que nos apoiar...No minuto em que você enfrenta o mesmo perigo que um menino, no momento em que você também escreveu slogans nas paredes, no momento em que você também distribuiu panfletos, no momento em que você também participou de manifestações de protesto junto com os meninos e alguns de vocês também foram mortos pelos tanques, eles não puderam mais lhe dizer: 'Você, você é mulher, então sente-se aí dentro enquanto eu vou ao cinema.' Você ganhou sua igualdade quando mostrou o que poderia suportar em termos de dificuldades, de perigos, de sacrifícios, e tudo com a mesma coragem e com o mesmo grau de astúcia de um homem. Essas velhas ideias caíram por terra. Ou seja, a resistência sempre tentou colocar a mulher ao lado do homem, em vez de atrás dele. Ela travou uma dupla luta de libertação."
A EAM permitiu que as mulheres votassem nas eleições que organizou e, pela primeira vez na história da Grécia, declarou que homens e mulheres receberiam salários iguais.  A EAM tentou estabelecer um sistema de ensino universal nas zonas rurais, utilizando o slogan “Uma escola em cada aldeia”, e tornou obrigatória a educação das raparigas.  As mulheres alistadas na EAM estavam envolvidas em trabalho social, como administrar cozinhas de alimentos em cidades e vilarejos na "Grécia Livre", enquanto também trabalhavam como enfermeiras e lavadeiras.  Pelo menos um quarto dos andartes (guerrilheiros) que serviam na ELAS eram mulheres.  O agente do Executivo de Operações Especiais (SOE), C.M. Woodhouse, queixou-se numa mensagem de rádio à sede da SOE no Cairo que "muitas armas são desperdiçadas nas mãos das mulheres", acusando que era absurdo por parte da ELAS ter mulheres a lutar como andartes .  Para abordar as preocupações tradicionais sobre a "honra da família", a EAM tinha uma regra estrita que proibia relações sexuais fora do casamento entre membros do sexo masculino e feminino.  Uma mulher membro da EAM, numa entrevista de 1990, relembrou: "Nós, meninas e meninos, não tínhamos permissão para ter romances"  . Apesar da ênfase na igualdade dos sexos, em sua propaganda de recrutamento para os andartes, a EAM enfatizou valores masculinos tradicionais, como como leventia e pallikaria, palavras gregas intraduzíveis para as quais não existem equivalentes precisos em inglês, mas que significam aproximadamente "bravura" e "coragem".  As mulheres que ingressaram na EAM quando capturadas pelos Batalhões de Segurança foram sempre violadas para serem punidas por terem, na opinião dos Batalhões, traído o seu sexo, abandonando o papel tradicional de subserviência que se esperava delas.  Também era comum os Batalhões de Segurança estuprarem mulheres que apenas tinham parentes servindo como andartes. 
Outra peça de Kotzioulos, Ta Pathi to Evraion (O Sofrimento dos Judeus) foi uma das primeiras a abordar o tema do Holocausto.  A trama dizia respeito a dois judeus gregos que fugiram para a "Grécia Livre" para escapar de serem deportados para os campos de extermínio chamados Haim, filho de um rico empresário e Moses, um ex-funcionário do pai de Haim que se juntou à EAM.  Haim, que se tornou um sionista, planeja se mudar para a Palestina após a guerra e se sente desconfortável em viver com cristãos, mas Moses o incentiva a permanecer na Grécia, argumentando que na "Nova Grécia" que a EAM está criando, não haverá mais conflitos étnicos., intolerância racial ou religiosa.  A peça termina com Moisés persuadindo Haim a desistir de sua "mentalidade pré-guerra" e os dois homens se tornam andartes .  A mensagem da peça era que todos os gregos, independentemente da sua religião, terão um lugar na “Nova Grécia”, onde Moisés insiste “Aqui tudo é partilhado. Vivemos como irmãos”. 
A posição da EAM/ELAS na Grécia ocupada era única em vários aspectos: enquanto os outros dois principais grupos de resistência, a Liga Nacional Republicana Grega (EDES) e a Libertação Nacional e Social (EKKA), bem como os vários grupos menores, eram regionalmente organizações activas e maioritariamente militares centradas nas pessoas dos seus líderes, a EAM foi um verdadeiro movimento político de massas a nível nacional que tentou "conquistar o apoio de todos os sectores da população".  Embora não existam números precisos, de uma população grega total de 7,5 milhões, no seu auge no final de 1944, a EAM numerada, de uma estimativa baixa de 500.000-750.000 (de acordo com Anthony Eden ) até cerca de 2.000.000 (de acordo com a própria EAM). membros nas suas diversas organizações afiliadas, incluindo 50.000–85.000 homens na ELAS.  O cientista político americano Michael Shafer, em seu livro Deadly Paradigms, de 1988, estimou o número total de membros da EAM em 1944 em cerca de 1,5 milhão, enquanto a ELAS colocou em campo cerca de 50.000 andartes ; pelo contrário, a EDES, principal rival da EAM, colocou em campo cerca de 5.000 andartes em 1944.  Embora os setores mais pobres da sociedade estivessem naturalmente bem representados, o movimento incluía também muitas das elites anteriores à guerra: nada menos que 16 generais e mais de 1.500 oficiais do exército, trinta professores da Universidade de Atenas e outras instituições de ensino superior., bem como seis bispos da Igreja da Grécia e muitos padres comuns.  Em qualquer altura, em 1943 e 1944, cerca de 10% das forças alemãs na Grécia estiveram envolvidas em operações anti andarte, enquanto durante o curso da ocupação a ELAS matou cerca de 19 000 alemães. 
As eleições organizadas pela EAM em 1944 para o seu Conselho Nacional incluíram inegavelmente uma amostra muito mais ampla e representativa da sociedade grega do que nunca, com mulheres sentadas no Conselho Nacional e, além disso, no Conselho Nacional havia agricultores, jornalistas, trabalhadores, padres de aldeia, e jornalistas; em contraste, antes da guerra, quase os únicos homens eleitos para representar as zonas rurais eram médicos e advogados.  A fraude eleitoral era comum na Grécia rural mesmo antes da imposição do regime de 4 de Agosto em 1936, e Mazower escreveu "... pelo menos neste aspecto, as coisas não foram muito diferentes durante a guerra na "Grécia Livre", e deveríamos evite idealizar o Conselho Nacional como uma expressão de livre arbítrio”.  Mazower advertiu que estas eleições organizadas pela EAM tinham uma grande semelhança com as eleições organizadas na Jugoslávia durante a guerra pelos Partidários, e que da mesma forma que a "Democracia Popular" durante a guerra na Jugoslávia se tornou uma ditadura comunista após a guerra, a mesma coisa poderia teriam acontecido na Grécia se a EAM tivesse chegado ao poder depois da guerra.  Muito solidário com a EAM, Mazower escreveu que os historiadores deveriam evitar "ingenuidade excessiva" sobre o que a EAM queria dizer com "eleições revolucionárias".  No entanto, Mazower também escreveu que a EAM geralmente "não era considerada um instrumento de opressão soviética, mas, pelo contrário, uma organização que luta pela libertação nacional". 

## Libertação, Dekemvriana e caminho para a Guerra Civil

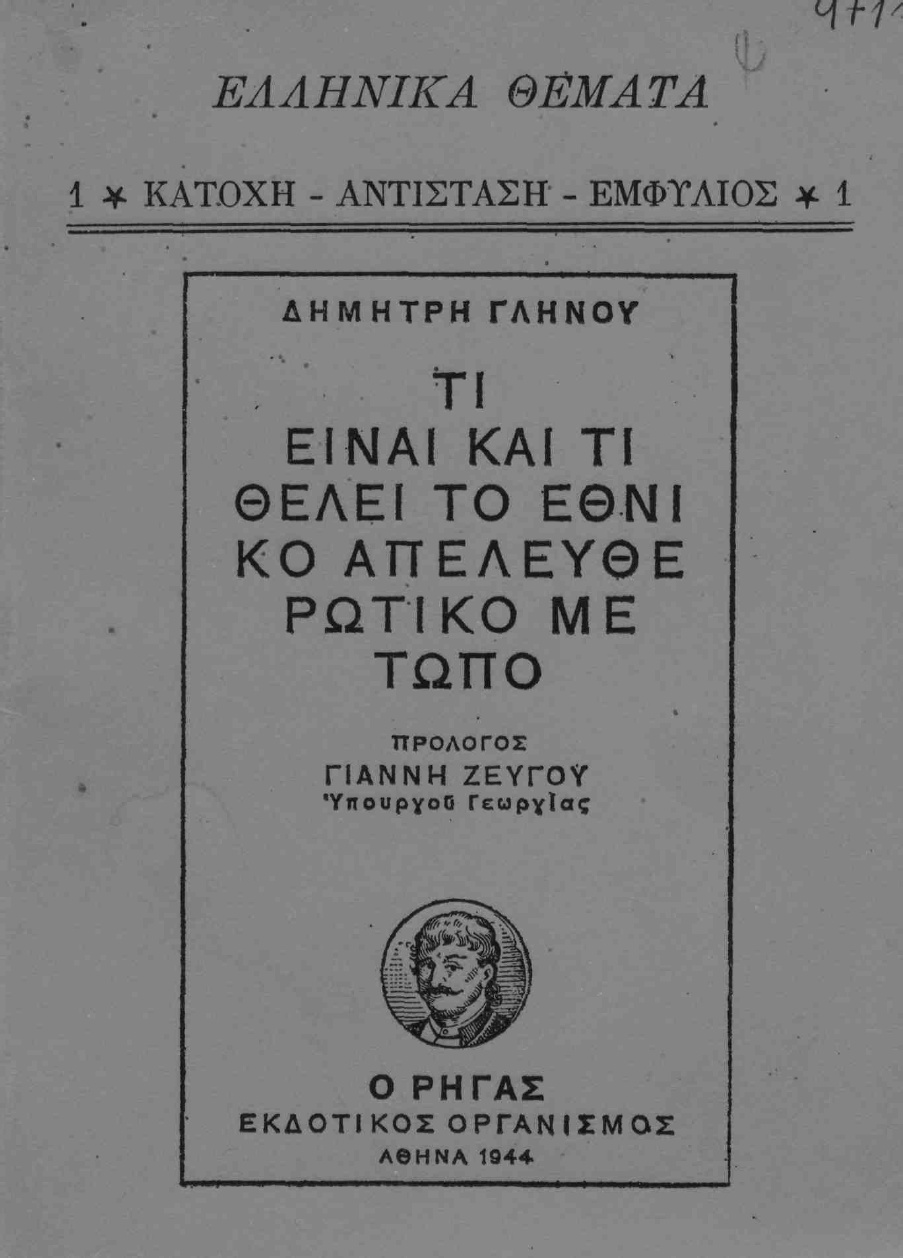
Livreto de Dimitris Glinos, "O que é a Frente de Libertação Nacional e o que ela quer?", edição de 1944

Após a libertação em outubro de 1944, as tensões entre a ΕΑΜ e as forças anticomunistas, que eram apoiadas pela Grã-Bretanha, aumentaram. Originalmente, conforme acordado na Conferência do Líbano, ΕΑΜ participou no governo de unidade nacional sob Geórgios Papandréu com 6 ministros. As divergências quanto ao desarmamento da ELAS e à formação de um exército nacional fizeram com que os seus ministros, no dia 1 de Dezembro, se demitissem. ΕΑΜ organizou uma manifestação em Atenas em 3 de dezembro de 1944 contra a interferência britânica. Os detalhes exatos do que aconteceu têm sido debatidos desde então, mas os gendarmes gregos abriram fogo contra a multidão, resultando em 25 manifestantes mortos (incluindo um menino de seis anos) e 148 feridos. O confronto se transformou em um conflito de um mês entre a ELAS e as forças governamentais britânicas e gregas, conhecido como os "eventos de dezembro" (Dekemvrianá), que resultou na vitória do governo.
Em Fevereiro, foi assinado o Tratado de Varkiza, que conduziu à dissolução da ELAS. Em abril, os partidos SKE e ELD deixaram ΕΑΜ. ΕΑΜ não foi dissolvido, mas agora era, para todos os efeitos, apenas uma expressão do ΚΚΕ. Durante o período 1945-1946, uma campanha de terror conservadora (o "Terror Branco") foi lançada contra os apoiadores de ΕΑΜ-ΚΚΕ. O país tornou-se polarizado, levando à eclosão da Guerra Civil Grega em março de 1946, que durou até 1949.

## Consequências
No seu rescaldo, e no contexto da Guerra Fria, o ΚΚΕ foi proibido e o ΕΑΜ/ELAS difamado como uma tentativa de "tomada comunista" e acusado de vários crimes contra rivais políticos. A questão continua sendo um assunto altamente controverso. Durante a guerra civil e depois, aqueles que aderiram à EAM foram vilipendiados pelo governo como simmoritas – uma palavra grega intraduzível que significa aproximadamente bandidos.  Na Grécia, o termo simmorite evoca um estilo de vida de extrema criminalidade, uma vez que a palavra é aplicada aos criminosos mais infames, como os violadores em série.  Ao aplicar o termo simmorite aos membros da EAM, o governo sugeria que a EAM era uma organização criminosa do tipo mais desagradável, o que reflectia uma campanha mais ampla para apresentar a resistência da EAM à ocupação do Eixo como ilegítima e errada.  A linha do governo sempre foi que a EAM era um movimento "antinacional" leal à União Soviética e que, portanto, ser membro da EAM era incompatível com ser grego.  Os ex-membros da EAM foram considerados pela polícia como "perigosos para o bem-estar público", e muitas das mulheres que serviram na EAM foram violadas, enquanto um número menor foi executado como "inimigas da família e do Estado gregos". 
Com a chegada do socialista Andréas Papandréou ao poder em 1981, no entanto, o ΕΑΜ foi reconhecido como um movimento e organização de resistência (tal como outras organizações de resistência já foram reconhecidas pelos governos conservadores anteriores) e os combatentes da ELAS foram homenageados e receberam pensões do Estado.

## Membros notáveis
Alguns membros notáveis (políticos, não combatentes da ELAS) incluem:
- Dimitris Glinos
- Giannis Ioannidis
- Dimítrios Partsalídis
- Ioannis Pasalidis
- Nikos Ploumpidis
- Miltiadis Porfyrogenis
- Petros Kokkalis
- Georgios Siantos
- Aléxandros Svólos
- Maria Svolou
- Giannis Zevgos